# Мазин, Виктор Аронович
Ви́ктор Аро́нович Ма́зин (род. 1958, Мурманск, СССР) — советский и российский философ и психоаналитик. Кандидат философских наук. Основатель Музея сновидений Фрейда (1999, Санкт-Петербург); почетный член Совета The Museum of Jurassic Technology (Los-Angeles); сценарист фильмов «Левша» и «Общее дело».
Главный редактор журнала «Кабинет» (Санкт-Петербург); член редакционного совета журналов «Психоаналіз» (Киев), Journal for Lacanian Studies (London), Journal of European Psychoanalysis (Rome); член редакционного совета журнала Transmission (Sheffield, England. Научный редактор собрания сочинений Фрейда в 26 томах (Изд-во ВЕИП); редактор серии книг «Лакановские тетради» (Изд-во «Алетейя»).

## Биография
Закончил естественнонаучный факультет Смоленского государственного педагогического института имени Карла Маркса по специальности «география и биология» (1981) и Восточно-Европейский институт психоанализа (Санкт-Петербург) по специальности «психология» (1999). Кандидатская диссертация по теме «Субъект Фрейда и Деррида» защищена на кафедре философской антропологии Санкт-Петербургского государственного университета (2003).
С 1998 преподаватель, с 2003 г. заведующий кафедрой теоретического психоанализа Восточно-европейского института психоанализа. Преподает параллельно на факультете свободных искусств и наук СПбГУ (Смольный институт). Преподавал также в Международном институте глубинной психологии (Киев), Institut d’hautes etudes en psychanalyse (Paris). Выступал с лекционными курсами и отдельными лекциями в: МГУ (1988); Prinz-Max-Palais, Karlsruhe (1996); Hochschule für angewandte Kunst in Wien (1996); СПбГУ (1998); Freud Museum, Vienna (2002); Freud Museum, London (2002); Международный Институт Глубинной Психологии, Киев; Институт Про Арте, Санкт-Петербург; Neue Galerie Graz (2003); Galerie Rotor Graz, 2003; Humboldt University, Berlin (2003); Музей Анны Ахматовой, Санкт-Петербург (2004); University of Maryland Baltimore (1995); Кинотеатр «Октябрь», Киев, 2004; Fridericianum Museum Kassel (2005); Berkeley University (2005); San-Francisco Art Institute (2005); Таллинский государственный университет (2006); Sheffield Hallam University (2009).
Организатор и соорганизатор симпозиумов. Организатор ряда семинаров и конференций: «Философия. Психоанализ. Искусство» (1993), «Искусство и наука» (1997), «Искусство сновидений» (2003), «Ребус» (2005); «Инерция» (2006). Участвовал в международных конференциях: «Современная фотография и видеоискусство», Санкт-Петербург, 1996; Media and Ethics, Helsinki, 1996; «Психоанализ литературы и искусства», Санкт-Петербург, 1998; «Проблемы общения в пространстве тотальной коммуникации», Санкт-Петербург, 1998; Künste im Zeichen ihrer Berechenbarkeit: Markov und die Folgen, Humboldt Universitüt Berlin, 2003; Sacher-Masoch-Festival, Graz, 2003; «Сопротивление психоанализу», Киев, 2004; «Современные психоанализы», Санкт-Петербург, 2006; «Интерес к психоанализу», Киев, 2007; «Дни науки в Санкт-Петербурге», 2007; «21st ICOM General Conference», 2007, Vienna; «Психоанализ — невозможная профессия», Киев, 2008.
Куратор и сокуратор концептуальных художественных проектов в музеях Ленинграда, Москвы, Хельсинки, Ганновера, Пори, Лабина, Балтимора, Амстердама.